# Чжоу Цзыюй
Чжо́у Цзыю́й (кит. 周子瑜, пиньинь Zhōu Zǐyú, кор. 저우쯔위 Чоу Ччыви; род. 14 июня 1999), более известная как Цзыю́й — тайваньская певица. Является  участницей южнокорейской гёрл-группы Twice.

## Жизнь и карьера

### Ранние годы и образование
Чжоу Цзыюй родилась 14 июня 1999 года в Тайнане, Тайвань. У неё в семье, помимо родителей, есть старший брат. В 2012 году была найдена агентами по поиску талантов в MUSE Performing Arts Workshop, и отправилась в Южную Корею, чтобы стать стажером. Спустя более двух лет стажировки она появилась в корейском реалити-шоу «Sixteen» и стала участницей женской k-pop группы TWICE. Их дебют состоялся в октябре 2015 года с выходом сингла «Like OHH-AHH». Весной 2016 года Цзыюй поступила в Hanlim Multi Art School вместе с другими участницами коллектива — Чеён и Дахён.12 февраля 2019 вместе с Чеён окончила её.

### 2015—настоящее время: «Шестнадцать» и дебют в Twice
В апреле 2015 года стало известно, что JYP совместно с Mnet приступит к съёмкам реалити-шоу «Шестнадцать» (англ. Sixteen), где шестнадцать трейни агентства будут бороться за шанс дебютировать в составе новой женской группы Twice, где в финальном составе окажется только семь участниц; Цзыюй была подтверждена как одна из девушек, кто примет участие в шоу. На протяжении всех эпизодов девушка была одной из популярных участниц, но в финале не попала в изначальный состав, однако в последний момент Пак Чин Ён изменил решение, и в состав Twice вошли 9 человек — были добавлены ещё две девушки, одной из которых стала Цзыюй, которая стала самой популярной участницей к моменту окончания шоу.
Дебют Twice состоялся 20 октября 2015 года с мини-альбомом The Story Begins. Значительной популярности группа добилась весной 2016 года с выходом сингла «Cheer Up», который стал хитом в Корее и позволил одержать победу в номинации «Песня Года» на Mnet Asian Music Awards, что ознаменовало первый дэсан в карьере коллектива.

## Признание
Согласно ежегодному музыкальному опросу Gallup Korea, Цзыюй была третьим по популярности айдолом среди корейцев в 2016 году. Она заняла девятое место в опросе 2017 года и двенадцатое в 2018 году. Цзыюй получила положительные комментарии за её естественную красоту и певческие способности.

## Инцидент с флагом
В ноябре 2015 года Цзыюй появилась в телешоу My Little Television. Она представила себя как тайваньку и держала флаг Тайваня рядом с флагом Южной Кореи. Также там присутствовал японский флаг, чтобы представить национальность других участниц. Данная ситуация вызвала очень много споров в Китайской Народной Республике, и 15 января 2016 года было опубликовано видео, где Цзыюй извиняется за этот инцидент, что вызвало дальнейшие возмущение на её родине в Тайване.

## Дискография
- Aboutzu (2024)

### Авторство в написании песен
| Год  | Песня       | Альбом       | Примечания                                      |
| ---- | ----------- | ------------ | ----------------------------------------------- |
| 2019 | «21:29»     | Feel Special | В написании песни принимали все участницы Twice |
| 2022 | «Celebrate» | Celebrate    | В написании песни принимали все участницы Twice |
| 2024 | «Fly»       | abouTZU      |                                                 |

## Фильмография

### Фильмы
| Год  |   | Русское название | Оригинальное название | Роль              |
| ---- | - | ---------------- | --------------------- | ----------------- |
| 2018 | ф | TWICELAND        | TWICELAND             | В роли самой себя |

### Реалити-шоу
| Год  | Название | Роль      | Телеканал | Примечания       |
| ---- | -------- | --------- | --------- | ---------------- |
| 2015 | "Sixteen | Участница | Mnet      | Шоу на выживание |

### Фотокнига
- Yes, I am Tzuyu. (28 апреля 2020 JYP Entertainment)